# 棒柄花
棒柄花（学名：Cleidion brevipetiolatum），为大戟科棒柄花属下的一个植物种。